# サナド・ブン・アリー
サナド・ブン・アリー（Sanad b. Alī; ? - f.864）は、9世紀のバグダードで活躍した天文学者、数学者。占星術師としてアッバース朝のカリフ・マアムーンに仕えた。地球の大きさの測定を行ったほか、代数学や幾何学に関する著作がある。

## 名前
サナド・ブン・アリーには、アブー・タイイブのクンヤ、ヤフーディーのニスバがあるとされる（アラビア語:  أبو الطيب سند بن علي اليهدي, ラテン文字転写: Abū al-Ṭayyib Sanad ibn ʿAlī al‐Yahūdī）。アラビア語で「ユダヤ人」を表すニスバが示すようにユダヤ系の学者である。サナドの父、アリーもバグダードで活躍した占星術師であって、アッバース朝に仕える廷臣の中にたくさんの顧客を抱えていた。のちにサナドは占星術師としてアッバース朝のカリフ・マアムーンに仕えることになったが、その際、マアムーンの誘いに応じてイスラーム教に改宗した。
なお、سند というイスムの vocailze については、ナッリーノやズーターといった19世紀ヨーロッパの東洋学者が "Sind" あるいは "Sened" としたが、サートンは "Sanad" の方がよいと指摘し:185、21世紀現在では『イラン百科事典』などの定評のある文献が "Sanad" と読んでいる。一方で、"Sind" と読んでいる文献も存在する（例えば Saliba (1995)）。

## 生涯
サナドは年若い頃から自然科学に関する書物を読み、独学で学んでいた。サナドが読んでいた本にはプトレマイオスの『アルマゲスト』も含まれていた。サナドの家には、天文学者のアッバース・ブン・サイード・ジャウハリーらが頻繁に訪問しては最先端の科学技術や最近の政治動向について議論しており、一種の学術サークルを形成していた。サナドはこの輪の中に入りたくてうずうずしていたが、若干二十歳そこそこの若者には高いハードルであった。アフマド・ブン・ユースフ・バグダーディー（10世紀後半）がアブー・カーミル（10世紀前半）から伝え聞いたところによると、サナドはジャウハリーよりも『アルマゲスト』を深く理解しているところを見せ、驚嘆したジャウハリーはサナドを自分たちの仲間として認めるだけでなく、自分の雇い主のマアムーンにも紹介した。
マアムーンは科学技術の振興に熱心であり、ヘレニズム期にアレクサンドリアのエラトステネスの地球の大きさの測定に関心を寄せた:39, 332。マアムーンは、サナド・ブン・アリーを始め、ヤフヤー・ブン・アビー・マンスール、アリー・ブン・イーサー・アストルラービー、アッバース・ブン・サイード・ジャウハリー、ハーリド・ブン・アブドゥルマリク・マルワッルーズィーといった自らが宮廷に集めた学者たちに、エラトステネスの測定方法の追試を命じた:39, 332。サナド・ブン・アリーはこの測定事業の主任格であったらしく、829/830年にバグダードで、832/833年にダマスクスで、測定のための観測を行った:39, 332。ビールーニーによると、測定はスィンジャール山地及び平野で行われた。
イブン・アビー・ウサイビア（13世紀）によると、カリフ・ムタワッキルがサーマッラーに遷都した頃、バヌー・ムーサー三兄弟が同業者としてのやっかみからサナド・ブン・アリーをカリフから遠ざけてバグダードへと追いやったという。バヌー・ムーサー兄弟はジャアファリーヤ運河掘削の責任者にファルガーニーを指名し、サナドを無視した。ところがファルガーニーは、運河の先のほうの区間を後ろのほうの区間よりも深くしてしまい、水が最後まで届かなかった。ムタワッキルはこれに怒り、バヌー・ムーサー兄弟に厳罰を下そうとしたが、サナドが自分自身の将来、命すらもかけてファルガーニーの計算の間違いを直すことを請け負うと進み出た。その結果、二人の兄弟は罪を免れた、という。
サナド・ブン・アリーの生没年はともに不詳だが、サートンによると没年は西暦864年以後とみられる:185。

## 著作
サナド・ブン・アリーは、フワーリズミー、アブー・カーミル、イブン・トゥルクと並び、イスラーム文化圏において代数学を研究した最初期の学者のひとりである。サナドには代数学に関する論文の著作がある（كتاب الجبر والمفارقة）。
サナドには、上記代数学に関する論文のほかに、インドの算術（كتاب الحساب الهندي）、暗算術、エウクレイデスの無理数についての論文がある。エウクレイデスの無理数についての論文は、アラブ＝イスラーム文化圏における『原論』第10巻への注釈としては、最初期のものである。
サナドはさらに、ズィージュ（イスラーム世界で盛んに作成された天文表）を作成した。サナドのズィージュは散逸してしまったものの、それには太陽の観測を通して地球の全周の長さを知る方法が記載されていたとみられる。具体的には、高い山の頂上から、自然地平線と実視地平線とが作る角度（地平俯角）を観測し、観測結果から地球の大きさを推定する方法である。ビールーニー（11世紀）はサナドのズィージュに記載の方法を追試し、Taḥdīd al‐amākin を著した。また、サナドのズィージュは、「マアムーンのズィージュ」「マアムーン天文表」などの名で名高い al‐Zīj al‐mumtaḥan のなかにその成果が取り込まれたことが確実視される。
イブン・ナディームの『フィフリスト』（10世紀）には、バヌー・ムーサー兄弟の二男アフマドと、サナド・ブン・アリーとの間に交わされた書簡のコピーが2篇、あることを記載している。おそらくは上述の、ファルガーニーがジャアファリーヤ運河掘削に失敗したことにより兄弟が直面した難局に関わる内容であると推定されるが、散逸してしまい現代にまで伝わっていない。